# Katův dům (Kadaň)
Katův dům (čp. 190) se nachází na hradebním parkánu městského opevnění v Kadani. Vznikl přestavbou původní polygonální obranné bašty z 15. století. Nalezneme jej na tzv. Katově plácku na adrese Katova ulička 190. Koncem 18. století jej obýval poslední kadaňský kat Ignác Kayl.

## Dějiny domu a jeho majitelé
Nynější Katův dům čp. 190 vznikl přestavbou původní polygonální hradební bašty. Ta byla zbudována jako součást třetího obranného pásu hradeb, který vznikl během modernizace kadaňského městského opevnění v 15. století. Už roku 1475 je tato bašta zmiňována v městských písemnostech jako obydlí jakéhosi městského služebníka. Roku 1493 prodalo město tuto obecní baštu pod fortnou na příkopě měšťanu Hansi Klautschovi. Jak se město rozrůstalo, začala v té době na místě původního hradebního příkopu vznikat nová zástavba. Vznikla ulice Na Příkopě a část opevnění, kde se nacházel Katův dům, tak byla záhy obklopena novými domy měšťanů a řemeslníků. Několik nových budov pak vzniklo v blízkém sousedství Katova domu také koncem 18. století. Na rozhraní Starého Města a Špitálského předměstí se tak utvořila nevelká ulička, které se až do poloviny 20. století přezdívalo Nový svět. Tuto uličku totiž obývalo svérázné společenství předměstských řemeslníků proslulých svými žerty a bujarým životem.
Ačkoli Katův dům nejspíše nikdy nesloužil jako obydlí pro osoby, které vykonávaly funkci městského kata, zřejmě v něm koncem 18. století žil Ignác Kayl, muž, který předtím jako poslední vykonával pro město Kadaň katovské řemeslo.
K roku 1874 Katův dům obývala Thekla Kässová, snad Ignácova vzdálená příbuzná. V roce 1894 je dům uváděn jako vlastnictví nezletilých sourozenců Theresie a Josefa Habelových, roku 1905 Wenzela Habela a roku 1916 Franzisky Habelové. Po roce 1927 je v úřední dokumentaci dům uváděn jako majetek města Kadaně. V 90. letech 20. století dům od města odkoupila rodina Frajtových a provozuje zde obchod s čajem a kořením.
Katův dům tvoří spolu s Katovou uličkou a Katovým pláckem unikátní architektonicko-urbanistický celek, který se do současné podoby formoval již od první poloviny 14. století.

## Socha Ukřižovaného Krista
Na fasádě Katova domu je umístěna pískovcová socha Ukřižovaného Krista. Skulptura vznikla roku 2000 během sochařského sympozia, které proběhlo v zahradách františkánského kláštera Čtrnácti sv. Pomocníků v Kadani. Autorem díla nazvaného Torzo je sochař Bořivoj Vítkovič.

## Zajímavosti
Dům čp. 190, Katův dům, obýval koncem 18. století poslední provozovatel řemesla katovského ve městě Kadani, Ignác Kayl. Přestože je postava posledního kadaňského kata skutečná, v lidovém vypravování se stal Ignác výraznou osobností místního folkloru. Proslul mezi obyvateli města jako ranhojič a lidový léčitel. Zdraví navracel jak lidem, tak i zvířatům. Pod hradbou u Katova domku měl zřízenou malou zahrádku, ve které pěstoval všelijaké bylinky a koření. Znával prý nespočet prastarých příběhů, pověstí, říkadel a písní a lidé se za ním často zastavovali na kus řeči. Velké oblibě se měl těšit také u dětí ze sousedství, které jej pravidelně navštěvovaly a poslouchaly jeho vypravování. Podle pověsti jeho duch ochraňuje v okolí Katovy uličky noční chodce a straší ty, kdo by měli nečestné úmysly.